# Франтішек Ржегорж
Франті́шек Рже́горж (чеськ. František Řehoř, 16 грудня 1857 — 6 жовтня 1899) — чеський етнограф; дослідник українського народного побуту, народної медицини і фольклору в Галичині. Медик за спеціальністю.

## Життєпис
Народився 16 грудня 1857 року містечку Стежери (чеськ. Stěžery). Освіту отримав у гімназії м. Градець-Кралове.

### Дослідження в Галичині
Жив, зокрема в селі Вовків (нині Пустомитівський район) та у Стрию у 1877—1890 роках.
У 1891 році у Тисові (нині Болехівська міська рада) досліджував реліктові залишки патріархального ладу.
Спілкувався з Наталею Кобринською, яка жила в Болехові. Робив фотографії Болехова.
Був прихильником українського відродження, почесний член «Просвіти» (1895). Автор близько 120 праць і статей, друкованих у чеських збірках, журналах (зокрема у журналі Slovanský přehled) і газетах, про народні звичаї українського населення Галичини, зокрема лемків, бойків і гуцулів, про народний календар, медицину, демонологію, природознавство, як також понад 160 українознавчих гасел і статей для «Ottův slovník naučný», опрацьованих з допомогою українських учених.
Мешкаючи в Празі, листуючись з українськими діячами, вказував свою адресу так: «Прага, Злата вуличка 9. Русинське консульство». Він і справді був першим представником України в Європі.
Зустрічався і листувався з багатьма українськими науковцями і письменниками, у тому числі з Іваном Франком, Михайлом Павликом, Володимиром Шухевичем, о. Михайлом Зубрицьким, Ольгою Кобилянською, Євгенією Ярошинською. Із зібраних Ржегоржом етнографічних колекцій був створений окремий український відділ у Празькому промисловому музеї (колишньому ім. Напрстка), включений потім до етнографічного відділу Національного музею у Празі, де зберігається також українознавча бібліотека Ржегоржа. Бібліотека, подарована ним Львівській «Просвіті», зберігається тепер у фондах Наукової бібліотеки у Львові.

## Світлини

Говерла. Малюнок Ф. Ржегоржа у його листі до Йозефи Наперсткової
Сільська хата в Бережниці Королівській поблизу Жидачева
Прикраси карпатських гуцулок
Русинська ступа. Малюнок Ф. Ржегоржа